# Kościół Krzyża Świętego w Kalinówce
Kościół Krzyża Świętego w Kalinówce – kościół katolicki w Kalinówce, wzniesiony jako cerkiew prawosławna pod wezwaniem Podwyższenia Krzyża Pańskiego. 

## Historia

### Okres unicki
Cerkiew w Kalinówce (znanej ówcześnie pod nazwą Monastyrek) została zbudowana w 1882 ze środków zgromadzonych przez państwo rosyjskie w funduszu na budowę cerkwi na terenie eparchii chełmsko-warszawskiej. 

### Okres prawosławny
Parafia prawosławna w miejscowości została erygowana po likwidacji unickiej diecezji chełmskiej w 1875, gdy Rosyjski Kościół Prawosławny przejął funkcjonującą w miejscowości unicką parafię i jej świątynię na miejscu której wzniesiono nową cerkiew. W 1915 prawosławni wierni ze wsi udali się razem z proboszczem na bieżeństwo, wskutek czego po I wojnie światowej cerkiew została spontanicznie zrewindykowana przez miejscowych katolików i zaadaptowana na kościół.

### Okres katolicki
W 1919 biskup lubelski Marian Fulman erygował w Kalinówce parafię. W dwudziestoleciu międzywojennym dokonano przebudowy obiektu w związku ze zmianą wyznania, usuwając pierwotne detale architektoniczne elewacji. Zachowano natomiast latarnie z cebulastymi hełmami oraz nie zmieniono kształtu wznoszącej się nad przedsionkiem dzwonnicy, którą wieńczy dach namiotowy z cebulastą kopułką. Cały budynek jest trójdzielny.